# Hymenaster quadrispinosus
Hymenaster quadrispinosus är en sjöstjärneart som beskrevs av Fisher 1905. Hymenaster quadrispinosus ingår i släktet Hymenaster och familjen knubbsjöstjärnor. Inga underarter finns listade i Catalogue of Life.